# 理查·班德勒
理查·韦恩·班德勒（Richard Wayne Bandler，1950年—）是美国一位心理自助顾问。1970年代，他与約翰·葛瑞德共同创立了神經語言規劃。1973年，理查·班德勒獲得加利福尼亞大學聖塔克魯茲分校哲学和心理学学士学位，1975年获得旧金山孤山学院心理学硕士学位。  :24–25
1986年，一位名叫科琳·安·克里斯滕森（Corine Ann Christensen）的女子在聖塔克魯茲被班德勒枪杀。這位女子是班德勒的朋友詹姆斯·马里诺 (James Marino) 的前女友，班德勒被指控犯下謀殺罪。不過班德勒表示射殺克里斯滕森的是马里诺。後來陪审团裁定班德勒无罪。  :24, 64